# Pueblo karén

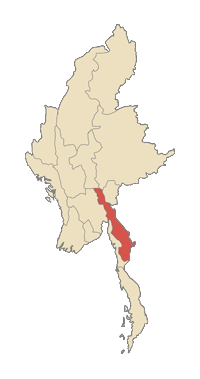
Estado Kayin en Birmania.

El pueblo karen, karén[cita requerida] o kayin es una etnia que vive principalmente al sur y sureste de Myanmar (Birmania) y habla una lengua sino-tibetana. Los karen constituyen aproximadamente el 7 % de la población total de Birmania de 50 millones de personas. Una gran cantidad de karen viven en Tailandia, en especial en la frontera con Birmania. Un subgrupo de los karen, los padaung de la región fronteriza entre Birmania y Tailanda, se caracteriza por los latones en espiral que se ponen en el cuello las mujeres de este grupo.
Las leyendas karen hablan sobre un "río de arena" que sus antepasados supuestamente cruzaron para llegar a su ubicación actual. Muchos karen se refieren a este río como el desierto de Gobi, pese a que han vivido en Birmania por siglos. Los karen son el grupo étnico más grande de Birmania tras bamars y shans.
Algunos karen, dirigidos principalmente por la Unión Nacional Karen (UNK), están en guerra con el gobierno de Birmania desde 1949. El objetivo inicial del grupo era lograr la independencia de un estado karen, pero desde 1976, el grupo armado ha pedido la creación de un sistema federal en lugar de la independencia del estado[cita requerida].

## Distribución
La etnia karen vive en su mayoría en la región montañosa de la frontera este de Birmania y el delta del río Irrawaddy, principalmente en el estado de Kayin. Algunos grupos pequeños viven en el estado de Kayah, el sur del estado de Shan, las regiones Ayeyarwady y Tanintharyi, la división Bago y el oeste de Tailandia.
Es difícil calcular su número total. El último censo fiable realizado en Birmania tuvo lugar en 1931. Un artículo de VOA de 2006 cita un estimado de siete millones dentro Birmania. Existe otro estimado de 400 000 karén en Tailandia, donde son de lejos el grupo étnico más grande que forma parte del grupo de las "tribus de las colinas".

## Divisiones

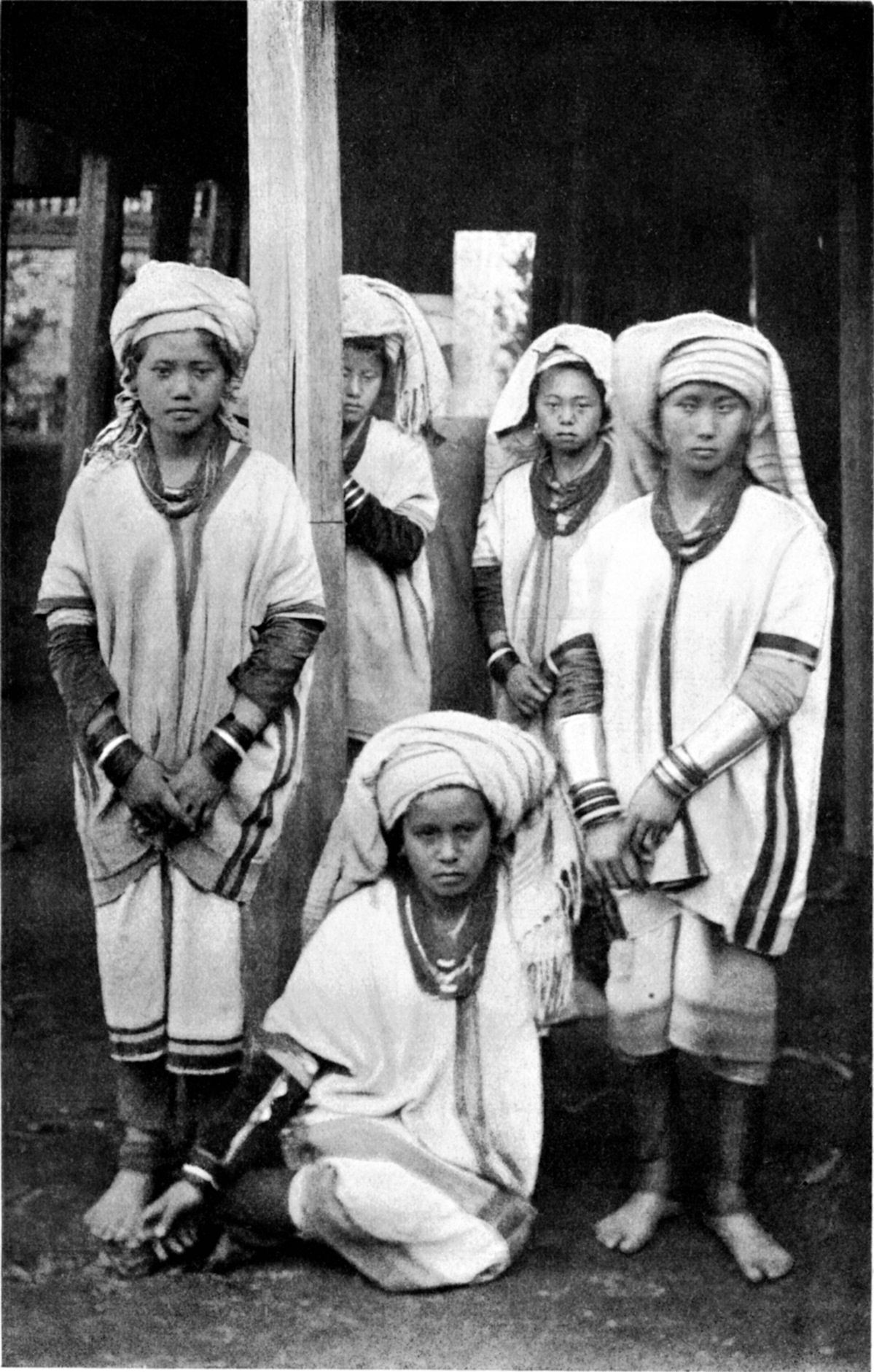
Mujeres karén en los años 20.

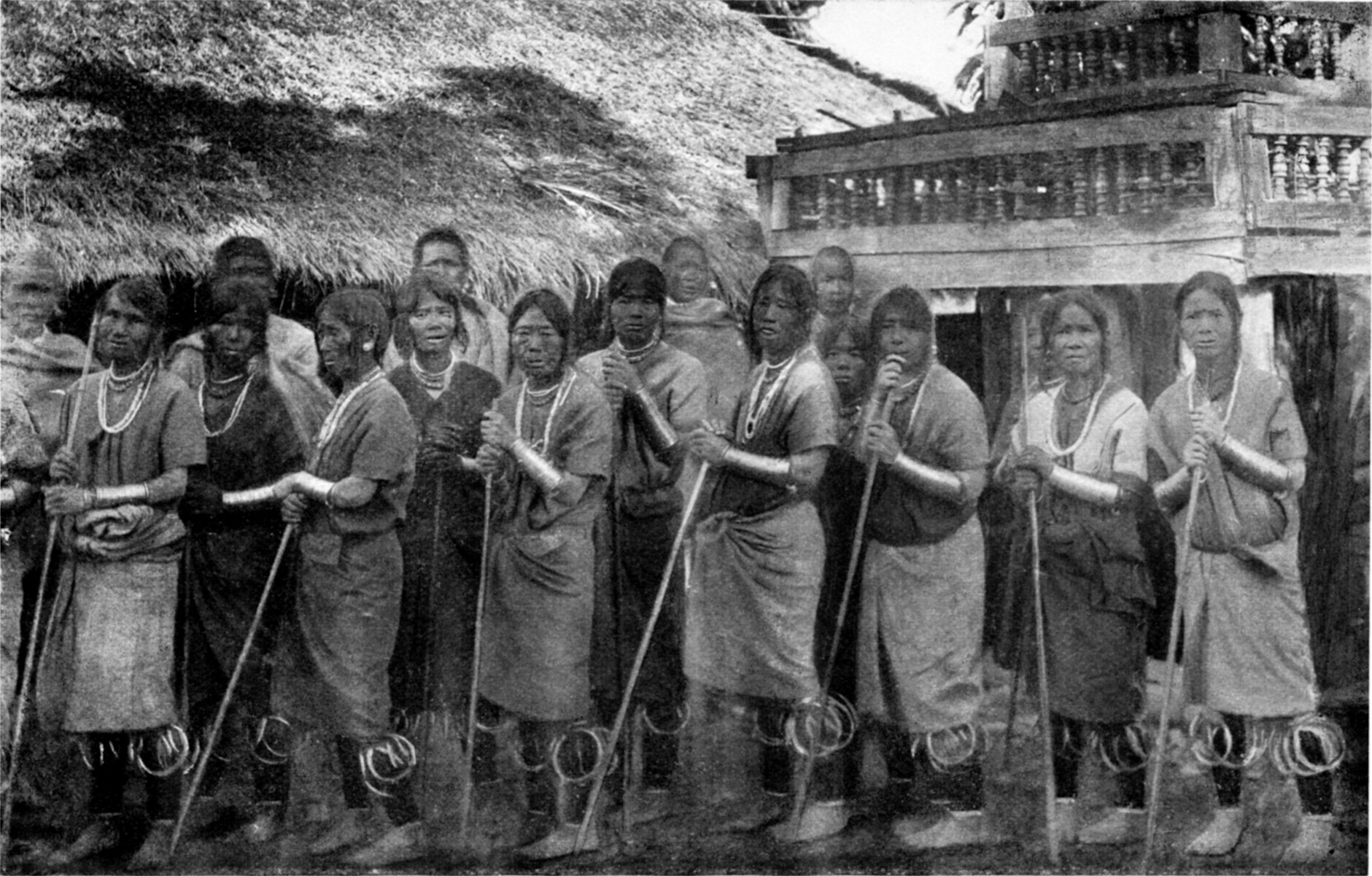
Mujeres karén de Loi-Ling en los años 20.

Los karen  han sido divividos por etnólogos distintos grupos.

### Karen rojos (kayah)
Según un censo de 1983, los karen rojos (karenni) se componen de los siguientes grupos: kayah, geko (kayan ka khaung, gekho, gaykho), geba (kayan gebar, gaybar), padaung (kayan lahwi), bres, manu-manaus (manumanao), yintale, yinbaw, bwé, paku, shan y pao. Muchos de los grupos (geko, gebar, padaung) pertenecen a los kayan, un subgrupo de los karenni.

### Karen s'gaw
Es el mayor grupo  y el más disperso. Muchos viven en las divisiones de Yangón, Bago (distrito de Taungoo, distrito de Bago y distrito de Tharyarwaddy), Mandalay (Pyin Oo Lwin y Kalaw), Tanintharyi (Myeik y Dawei) y Ayeyarwaddy (distrito de Hintarda); además de la parte este del estado de Karén (Thanton), el estado de Kayah (Mawchi) y en la provincia de Chiang Mai en Tailandia. El idioma karén s'gaw es una lengua común para la mayoría del pueblo karén . En Karen, los s'gaw son llamados Bar Htee.

### Karen pwo
Los karen pwo del este viven en Tailandia occidental y en el estado de Kayin, Birmania; mientras que los del oeste viven en la división de Irrawaddy, Birmania. Entre los karen, los pwo son llamados mo htee.

### Karen blancos
La mayoría de los karen blancos viven en Pyinmana, división de Mandalay. Los s'gaw y pwo no son karen blancos. Entre los karen, los karen blancos son llamados ka nyaw wah.

### Karen paku
Los paku viven en Taungoo, la división de Bago, el estado de Kayah, Mawchi y el este del estado de Kayin. La Asociación Bautista Karen Paku tiene su sede en Taungoo. La gestiona la Escuela de la Divinidad Paku. Los paku hablan s'gaw.

## Historia política

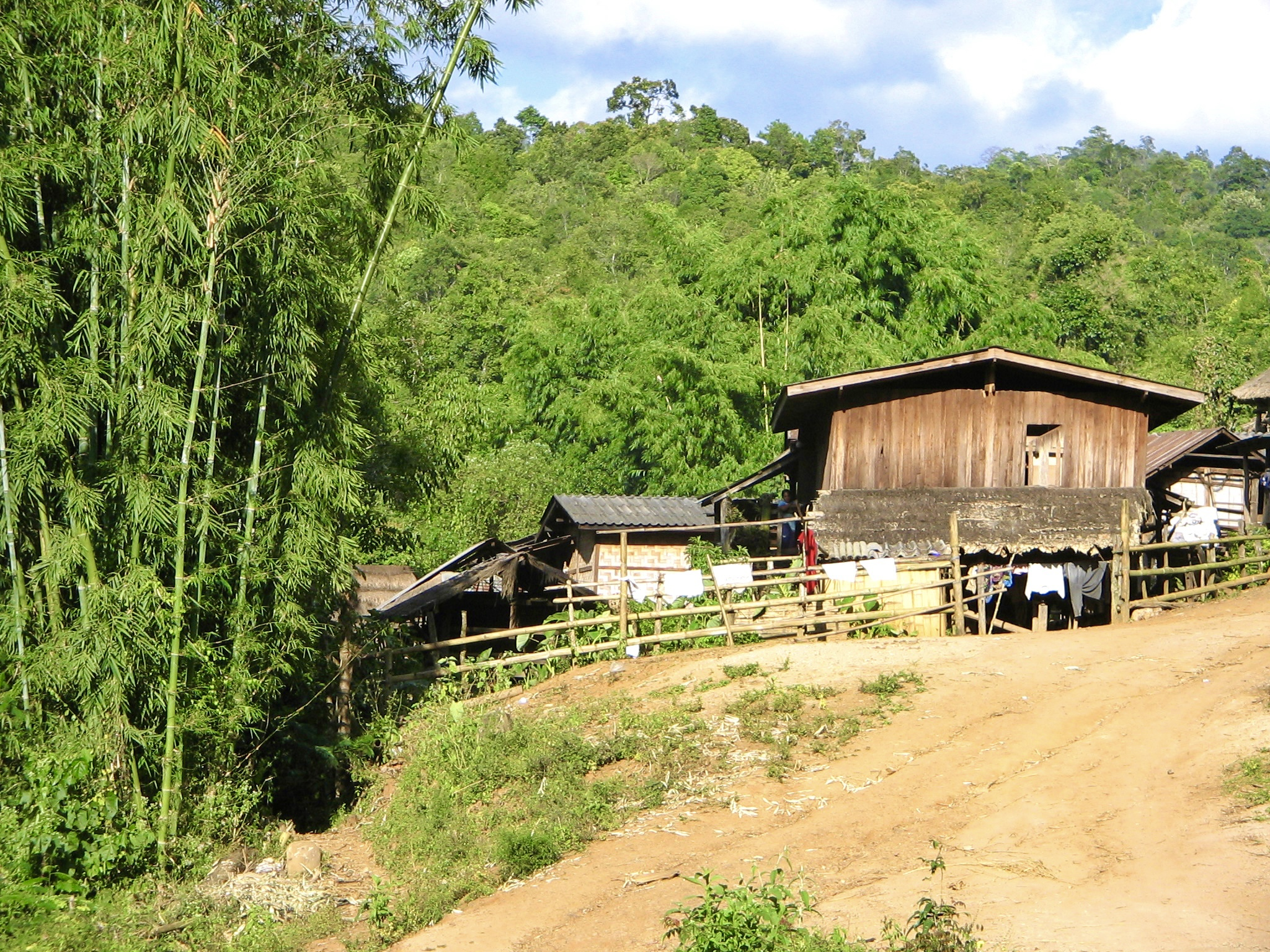
Una aldea karén en Tailandia

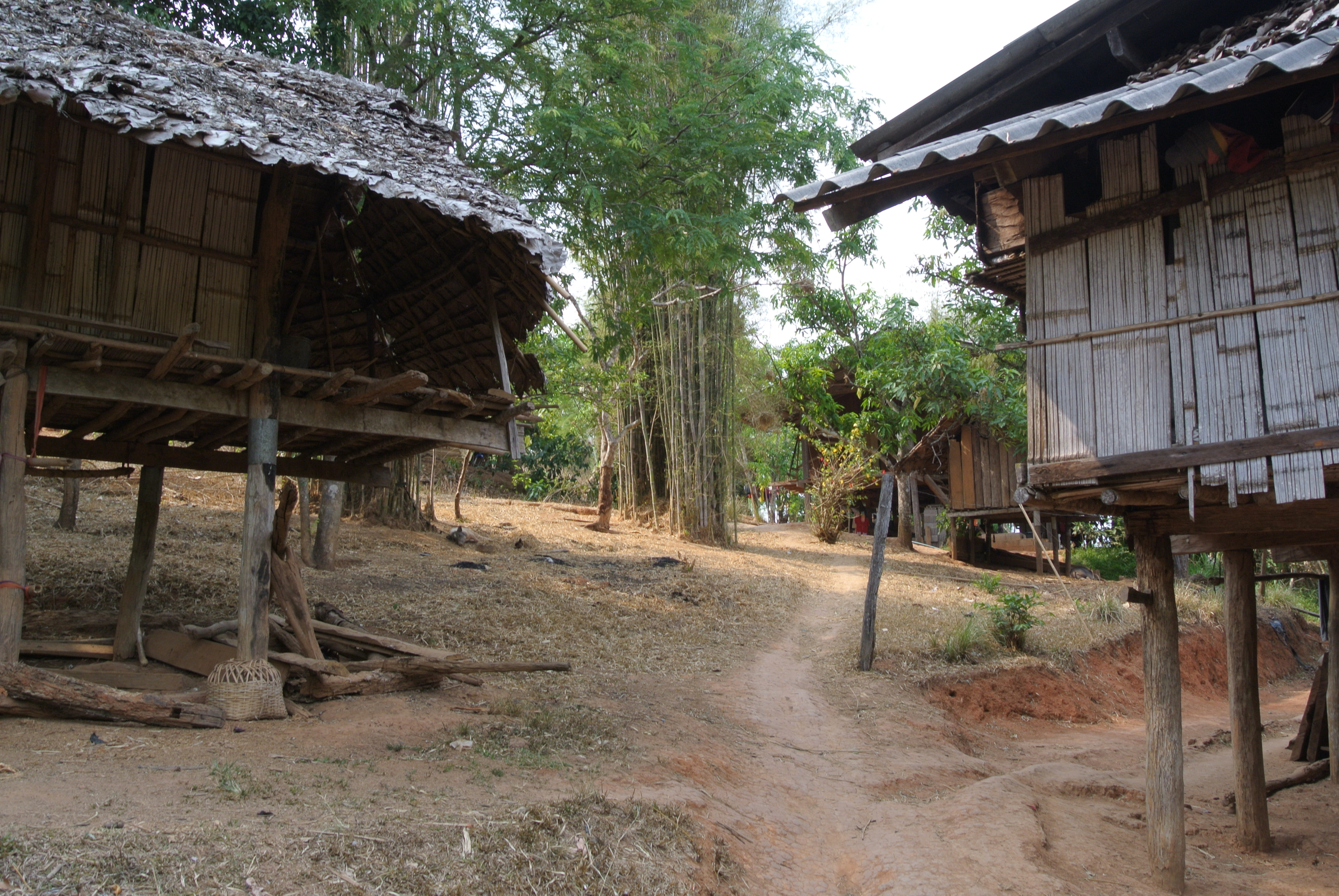
Una aldea karén en el norte de Tailandia

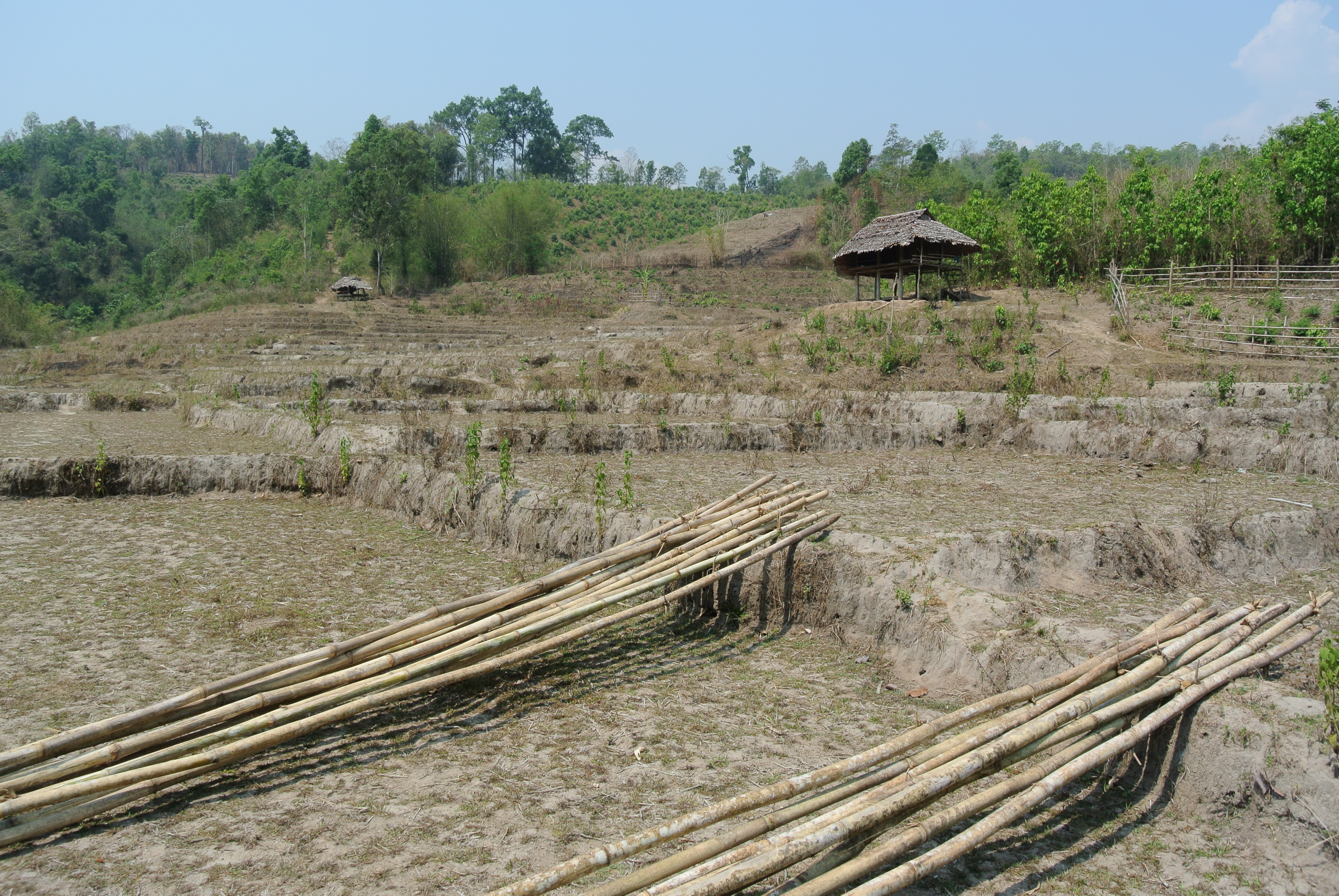
Campos en el norte de Tailandia

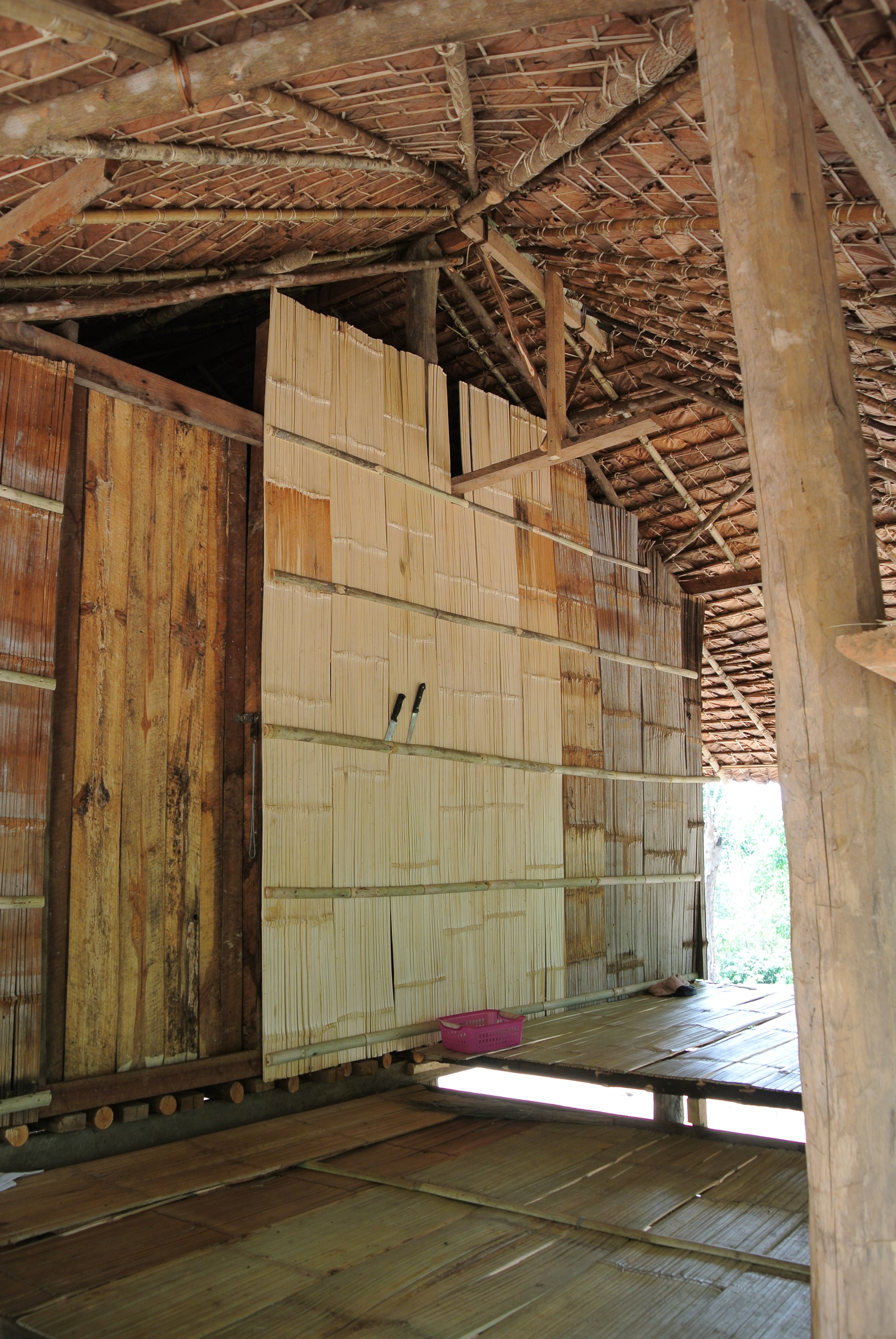
Entrada de una casa

### Periodo británico
En 1881, las Asociaciones Nacionales Karen (ANK) fueron fundadas por karen cristianos que habían sido educados en occidente para representar los intereses karen ante los británicos. Ellos argumentaron durante las audiencias de Montagu-Chelmsford de 1917 en India de que Birmania "aún no era un estado listo para el autogobierno", pero tres años después, luego de presentar una crítica de las Reformas Craddock, ganaron cinco (y luego 12) curules en la Asamblea Legislativa de 130 miembros. La mayoría de karen budistas no se organizaron hasta 1939 con la formación de un ANK budista.
En 1938 la administración colonial británica reconoció el Año Nuevo karen como fiesta público.

### Segunda Guerra Mundial
Durante la Segunda Guerra Mundial, cuando Japón ocupó la región, las antiguas tensiones entre karen y Birmania desembocaron en luchas abiertas. A consecuencia de ello, muchas aldeas fueron destruidas, tanto a manos de los japoneses como a manos del Ejército Nacional de Birmania, el cual ayudó a los japoneses a invadir el país. Entre las víctimas estuvo un ministro de tiempos de paz, Saw Pe Tha y su familia. Un reporte del gobierno determinó más adelante que los excesos del ENB y la lealtad de los karen hacia los británicos como las principales razones de estos ataques. La intervención del Coronel Suzuki Keiji, el comandante japonés del ENB, luego de reunirse con una delegación liderada por Saw Tha Din, parece haber evitado incluso más atrocidades.

### Posguerra
La etnia karen aspiraba a que las áreas donde eran mayoría se convirtieran en una subdivisión o en un estado dentro de Birmania similar al que se le había dado a los pueblos shan, kachin y chin. Una misión de buena voluntad liderada por Saw Tha Din y Saw Ba U Gyi que fue a Londres en agosto de 1946 no logró recibir el apoyo necesario por parte del gobierno británico  hacia los separatistas. Cuando una delegación de representantes del Consejo Ejecutivo del Gobernador, liderada por Aung San fue invitada a Londres para negociar el Tratado Aung San-Attlee en enero de 1947, ninguno de los grupos étnicos minoritarios fue incluido por el gobierno británico. El mes siguiente, en la Conferencia de Panglong, cuando se firmó un acuerdo entre Aung San como jefe del gobierno interino birmano y los líderes shan, kachin y chin, los karen fueron representados solamente como observadores; los mon y rakhine también estuvieron ausentes.

### Desatención británica
Los británicos prometieron considerar el caso del pueblo karen una vez concluida la guerra. No obstante, no se llegó a ninguna conclusión práctica antes de que el Reino Unido se retirase de Birmania. La constitución de 1947, redactada sin la participación karen debido a su boicot de las elecciones a la Asamblea Constituyente, tampoco tocó el tema de la situación karén , dejándolo en forma clara y específica a ser discutido solamente luego de la independencia. A los estados Shan y Karenni se les otorgó el derecho de secesionar luego de 10 años, al pueblo kachin su propio estado, y a los chin una división especial. Tampoco se tuvo en consideración a los mon y rakhine.

### Unión Nacional Karen
A principios de 1947, la Unión Nacional Karen fue formada en el Congreso Karen, del cual participaron 700 delegados de las Asociaciones Nacionales Karen, tanto bautistas como budistas, la Organización Central Karen y su ala juvenil, la Organización Juvenil Karen, en el Vinton Memorial Hall de Rangún. La reunión pedía un estado karén con acceso al mar, un incremento en el número de curules (25%) en la Asamblea Constituyente, un nuevo censo étnico, y la continuación de las unidades karén en las fuerzas armadas. La fecha limita del 3 marzo pasó sin respuesta del gobierno británico, y Saw Ba U Gyi, el presidente de la UNK, renunció a su puesto en el Consejo Ejecutivo del Gobernador al día siguiente.
Tras concluir la guerra, Birmania recibió su independencia en enero de 1948, y los karén , liderados por el UNK, trató de coexistir en forma pacífica con la mayoría étnica birmana. Varios karén recibieron puestos importantes tanto en el gobierno y el ejército. En el otoño de 1948, el ejército birmano, liderado por U Nu, comenzó a reclutar un ejército de milicias políticas llamado Sitwundan. Estas milicias estaban bajo el comando del mayor general Ne Win y fuera del control del ejército regular. En enero de 1949, algunas de estas milicias irrumpieron violentamente en contra de las comunidades karen .

### Insurgencia
A finales de enero, el jefe militar del Estado Mayor, el general Smith Dun, un karen , fue expulsado de su puesto y enviado a prisión. Fue reemplazado por el nacionalista birmano Ne Win. Estos eventos ocurrieron al mismo tiempo que una comisión que estaba investigando el problema karén tenía que entregar su reporte al gobierno, efectivamente matando al reporte. La organización para la Defensa Nacional Karen, formada en 1947, se levantó en contra del gobierno a raíz de estos sucesos. Fueron ayudados por los rifleros karén que habían desertado y miembros de la Policía Militar de la Unión (UMP) que se habían sido exitosas en la represión de rebeliones comunistas anteriores, y estuvieron cerca de capturar el mismo Rangún. La más notable fue la batalla de Insein, a varios kilómetros de Rangún, donde mantuvieron un asedio de 112 días hasta finales de mayo de 1949.
Años más adelante los karén se convirtieron en el grupo minoritario más grande de los 20 que participaban en la insurgencia contra la dictadura militar de Rangún. Durante los años 80, el Ejército de Liberación Nacional Karen tenía una fuerza de 20 000 soldados. Luego de un levantamiento de la gente de Birmania en 1988, conocido como el Levantamiento 8888, el ELNK aceptó a los manifestantes en sus bases alrededor de la frontera. La dictadura expandió el ejército y lanzó una serie de grandes ofensivas en contra del ELNK. Para el año 2006, el ELNK tenía tan sólo una fuerza de 4000 hombres. En contraste, el ejército birmano tiene aproximadamente 400 000 soldados. Pese a esto, el brazo político del ELNK, la UNK, continuó sus esfuerzos para resolver el conflicto por medios políticos.

### Ejército Budista Democrático Karen
Durante 1993 y 1995, disidentes de la minoría budista en el ELN formaron un grupo llamado Ejército Democrático Budista Karen (EDBK), y se unieron a la dictadura. Se cree que la división llevó a la caída del cuartel del UNK en Manerplaw en enero de 1995.
El conflicto continúa hoy en día, con un nuevo cuartel del UNK en Mu Aye Pu, en la frontera birmano-tailandesa. en 2004, la BBC, citando a agencias de ayuda humanitaria, estimó que aproximadamente 200 000 karen han sido desplazados de sus hogares en las décadas de guerra, con 160 000 más refugiados de Birmania, más que todo karen , viviendo en campos de refugiados en el lado tailandés de la frontera. El mayor campo de refugiados es el de Mae La en la provincia Tak en Tailandia, donde viven unos 50 000 karen .
Reportes tan recientes como del 2010, indican que el ejército birmano continúa quemando aldeas karen, desplazando a miles de personas. Muchos karen , incluyendo gente como el exsecretario del UNK Padoh Mahn Sha Lah Phan y su hija, Zoya Phan, han acusado al gobierno militar birmano de limpieza étnica.  El Departamento de Estado de los Estados Unidos también ha citado al gobierno birmano por la supresión de la libertad religiosa. Esta es una fuente particular de problemas para los karen , ya que entre 30 y 40 por ciento de ellos son cristianos.

## Idioma
Las lenguas karen pertenecen a la familia tibeto-birmano de la familia de lenguas sino-tibetanas y consisten en tres ramas de idiomas que son mutuamente inteligibles: sgaw, pwo y pa'o. El karenni y el kayan pertenecen a la rama sgaw. Los idiomas karénicos son casi únicos entre las lenguas tibeto-birmanas ya que utilizan el orden sujeto-verbo-objeto; además del karén y el bai,
Religión
Los karén eran originalmente animista, pero hoy en día la mayoría es cristiana conjuntamente con creencias animistas. La influencia budista llegó del pueblo mon, quienes eran dominantes en la Baja Birmania hasta mediados del siglo XVIII. Los karén budistas se encuentran principalmente en los estados de Mon y Kayin, las regiones de Bago y Tannintharyi. 
Tha Byu, el primer converso cristiano en 1828, fue bautizado por el reverendo George Boardman, un socio de Adoniram Judson, fundador de la Sociedad de la Misión Bautista Extranjera Americana. Hoy en día los cristianos están adscritos a la Iglesia católica y a diferentes denominaciones protestantes; entre las cuales, las mayores son bautistas y adventistas. Además de cristianismo propiamente dichos, algunos de los que se identifican como cristianos han sincretizado elementos animistas con el cristianismo. Es más común encontrar cristianos que budistas en el delta del Irrawaddy, quienes se encuentran en mayor número en el estado de Kayin y las regiones aledañas. 65% de los karen se identifican como cristianos. La persecución de cristianos por parte de las autoridades birmanas continúa hasta el día de hoy.
La Convención Bautista Karen (CBK) fue establecida en 1913 y su sede está en Rangún y cuenta con 20 asociaciones miembro en Birmania. Esta opera la clínica benéfica C.B.K. en Insein Rangún.

## Kawthoolei
Kawthoolei es el nombre para el estado que el pueblo  karen de Birmania trata fundar desde fines de los años 1940. El significado exacto del nombre es disputado incluso entre los mismos karen ; algunas posibles interpretaciones incluyen "Tierra de flores" o "Tierra sin mal", aunque, según Martin Smith en Birmania: Insurgencia y la Política de la Etnicidad, tiene un doble sentido, y también puede traducirse como "la Tierra Quemada Negra"; indicando de esta manera que es la tierra por la que se tiene que luchar[cita requerida]. 
Kawthoolei se aproxima un poco al estado actual de Kayin, algunas partes de Pegu y la división de Tanintharyi, aunque algunas partes de Birmania del delta del río Ayeyarwady con poblaciones karén también han sido incluidas. Kawthoolei como nombre es un nombre relativamente reciente, siendo acuñado por el exlíder karen Ba U Gyi, quién fue asesinado durante la época en que Birmania obtuvo su independencia del Reino Unido.